# Leszek Lichota
Pour les articles homonymes, voir Lichota.
Leszek Lichota, né le 17 août 1977 à Wałbrzych (Pologne), est un acteur polonais.
Il est surtout connu pour avoir joué Grzegorz dans le feuilleton polonais Na Wspólnej.

## Vie et carrière
En 2002, il est diplômé de l'Académie nationale d'art dramatique de Varsovie et commence à se produire au Théâtre polonais de Poznań. Il a fait ses débuts au théâtre : Nany Sirbangh dans la pièce Hamlet Wtóry de Roman Jaworski. Il est également apparu dans des séries télévisées populaires telles que Na Wspólnej et Prawo Agaty. En 2011, il a été nommé au prix Zbigniew Cybulski pour son rôle dans le film Lynch de 2010. Ses autres rôles notables sont présentés dans le drame de guerre Karbala de Krzysztof Łukaszewicz en 2015 et dans le film La Communion de Jan Komasa en 2019.

## Vie personnelle
Il est marié à Ilona Wrońska avec qui il a deux enfants : sa fille Natasha (née en 2006) et son fils Kajetan (né en 2008). Il est un fan et un vulgarisateur du snooker.

## Filmographie partielle

### Au cinéma
- 2001 : Quo vadis ? : sénateur (non crédité)
- 2001 : Przedwiośnie : officier
- 2005 : Dzień dobry kochanie : prêtre
- 2007 :  Swiadek koronny (Couronnes de Świadek) : Lukasz Ozga
- 2007 :  Spring 1941 : SS Sergeant
- 2008 :  Rozmowy noca
- 2009 :  General Nil : Roman Charewicz 'Klemm'
- 2010 :  Lincz : Adam Grad
- 2011 :  Maraton tanca : Priest Damian
- 2011 :  Z milosci : Milosz
- 2012 :  Piata pora roku : Roman
- 2014 :  Kochanie, chyba cie zabilem : Lidzbarski
- 2015 :  Wkreceni 2 : Lufa
- 2015 :  Warsaw by Night : Rafal
- 2015 :  4 Jours en enfer : Kerbala, Irak (Karbala (en)) : Corporal Malenczuk 'Maly'
- 2016 :  7 rzeczy, których nie wiecie o facetach : Stefan
- 2016 :  3xLOVE : Marcin (court métrage)
- 2017 :  Czuwaj : Commander
- 2018 :  Okna, okna : Zdzislaw
- 2018 :  Milosc jest wszystkim : Tadeusz
- 2019 : La Communion :  Walkiewicz - le maire
- 2021 :  Druga polowa : Homeless
- 2021 :  Belle d'automne : Stanislaw
- 2021 :  Lokatorka : Policeman
- 2022 :  8 rzeczy, których nie wiecie o facetach : Stefan
- 2022 :  Orleta. Grodno '39 : Principal Zabiello
- 2022 : Tenez bon
- 2023 :  Swiety : Priest Stefan
- 2023 : Le Remède à l'oubli : le professeur Rafal Wilczur / Antoni Kosiba
- 2024 :  Czerwone maki : Redactor
- 2024 :  Druzyna AA : Bruno

### À la télévision
- 1999 : Patrzę na ciebie, Marysiu : étudiant
- 2000–2001 : Miasteczko
- 2001 : Marszałek Piłsudski (pl)
- 2002–2007 : Samo Życie
- 2002 : Édouard II : Leicester
- 2003 : Cyrano
- 2003-2008, 2009- : Na Wspólnej : Grzegorz Zięba
- 2004 : Caméra Café : pompier
- 2005 : Niania (version polonaise de Une nounou d'enfer sous le nom de Juliusz Wilczur)
- 2005-2007 : Egzamin z życia : Jacek Bednarz
- 2006 : Apetyt na miłość : Lichota
- 2007 : Odwróceni : Łukasz Ozga
- 2014 : Wataha (production originale de HBO Pologne) : Wiktor Rebrow

## Récompenses et distinctions
- (en) Leszek Lichota: Awards, sur l'Internet Movie Database